# Liukonys

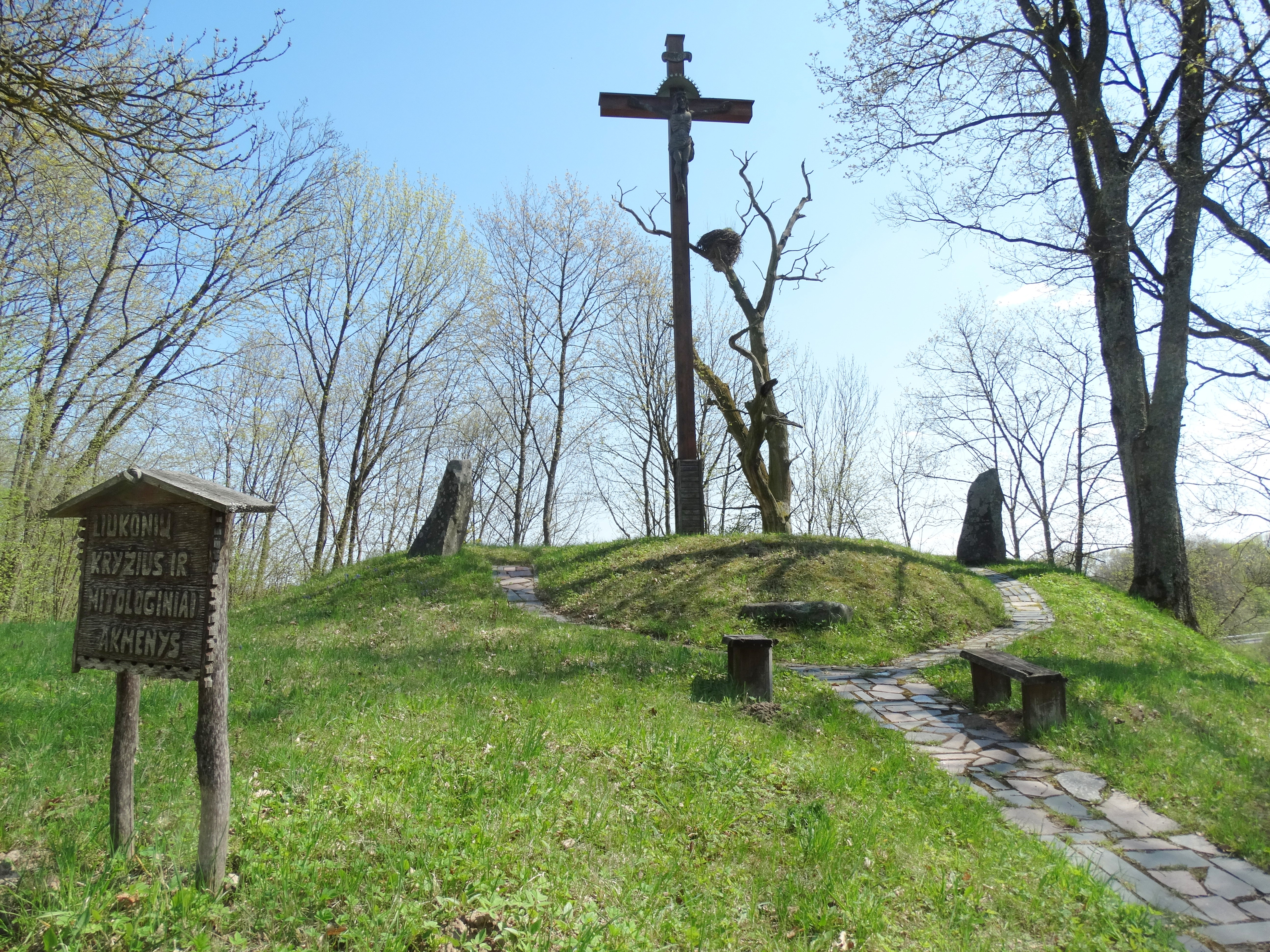
Kamienie i krzyż, 2017

Liukonys (hist., pol. Lukonie, Łukonie) – wieś na Litwie położona w rejonie szyrwinckim okręgu wileńskiego, nad Szyrwintą, 18 km na zachód od Szyrwint.

## Historia

### Własność
Najstarsza znana wzmianka w dokumentach o Łukoniach pochodzi z 1534 roku. W 1778 roku albo w 1779 roku dobra te kupił Szymon Marcin Kossakowski, konfederat barski i targowiczanin. Po jego bezdzietnej śmierci majątek należał do jego żony, Teresy Potockiej (~1740–~1823) herbu Pilawa, a po jej śmierci przeszły na jego bratanka Józefa Kossakowskiego (1772–1842). Józef również był bezdzietny, i majątek po jego śmierci odziedziczył jego bratanek Franciszek Kossakowski (1815–1887), żonaty z Katarzyną O'Brien de Laçy (1830–1910). Ich jedyny syn Patryk (1850–1867) zmarł w młodości. W związku z zaangażowaniem Franciszka w powstanie styczniowe majątkowi groziła konfiskata (Franciszek został zesłany na Sybir) i tylko dzięki skutecznym staraniom Katarzyny, w tym osobistym błaganiom u Murawjowa, nie został skonfiskowany. Katarzyna mieszkała tu do śmierci. Tuż przed wybuchem I wojny światowej majątek wrócił do rodziny Kossakowskich, jednak wkrótce po wojnie został rozparcelowany przez władze litewskie.
Józef Kossakowski zmarł w swoim pałacu w Łukoniach. Wcześniej w tutejszym swoim parku wzniósł pomnik swojego konia, na którym odbywał kampanie jako adiutant Napoleona I.
W 1866 roku majątek liczył 6000 mórg. Działał tu również browar.

### Kamienie w Łukoniach
We wsi Łukonie, około 100 m na zachód od mostu na Szyrwincie w pobliżu starej kamiennej drogi jest pagórek, na którego szczycie wzniesiono około 1925 roku 11-metrowy krzyż z Jezusem ukrzyżowanym. Obok znajdują się 3 kamienie stanowiące obiekt chroniony w rejestrze zabytków Litwy. Są to:
- kamień młyński z otworem, na zboczu pagórka
- dwa kamienie o imionach Jonas i Povilas – „stojące” po obu stronach krzyża, przypominające modlące się postacie.

Kamień z otworem nosi imię „Kamień Maryi”. Według miejscowej legendy woda zebrana w jego misce miała cudowne moce – ktokolwiek nią się umył, został uzdrowiony. Jej cudowne moce zniknęły, gdy pewna kobieta wykąpała w nim ślepego szczeniaka. Stojące postacie to zamienieni w kamienie służący z dworu Kossakowskich.

### Przynależność administracyjna
| rok  | liczba ludności |
| ---- | --------------- |
| 1866 | 32 (katolików)  |
| 1905 | 124             |
| 1923 | 107             |
| 1959 | 98              |
| 1970 | 124             |
| 1979 | 193             |
| 1986 | 219             |
| 1989 | 234             |
| 2001 | 232             |
| 2011 | 216             |

- W I Rzeczypospolitej – (od 1565 roku) powiat wileński w województwie wileńskim Rzeczypospolitej[2];
- po III rozbiorze Polski (od 1795 roku) majątek należał do gminy Giełwany w powiecie wileńskim (ujeździe) guberni wileńskiej (w latach 1797–1801 guberni litewskiej) Imperium Rosyjskiego[1];
- w II Rzeczypospolitej – 7 czerwca 1919 roku gmina Giełwany weszła w skład utworzonego pod Zarządem Cywilnym Ziem Wschodnich okręgu wileńskiego[7][8], przejętego 9 września 1920 roku przez Tymczasowy Zarząd Terenów Przyfrontowych i Etapowych[9]. Po demarkacji granic Litwy Środkowej w 1920 roku wieś z gminą weszła w skład Litwy Kowieńskiej; w 1922 roku nie została przyłączona do Polski[10];
- od 1922 roku wieś należała do Litwy, która w okresie 1940–1990, jako Litewska Socjalistyczna Republika Radziecka, wchodziła w skład ZSRR;
- od 1990 roku wieś leży na terenie niepodległej Litwy.

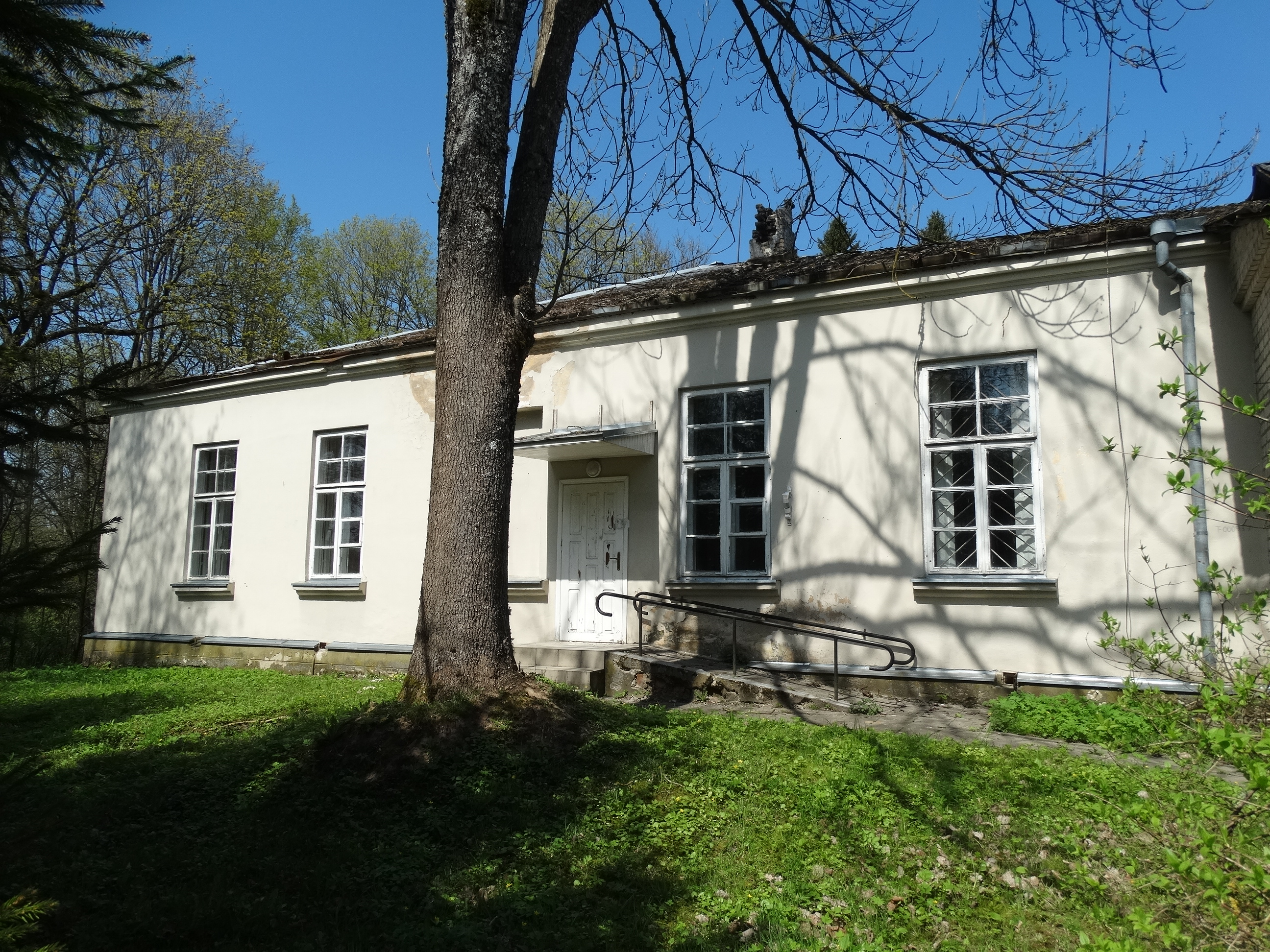
Zabudowania gospodarcze folwarku, 2017

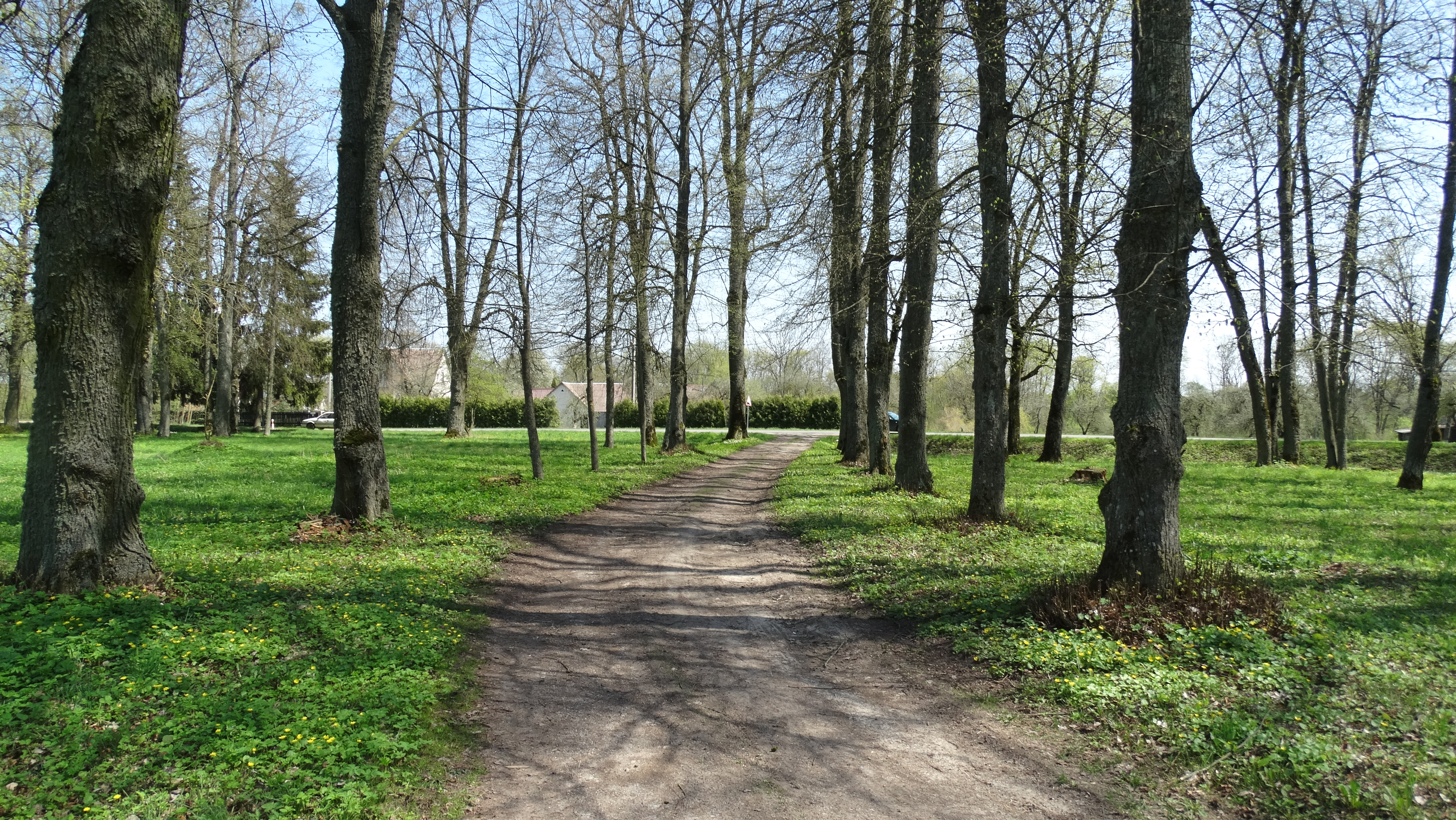
Pozostałości po parku, 2017

## Pałac
Szymon Kossakowski wzniósł tu najprawdopodobniej w latach 80. XVIII wieku wspaniały pałac. Mieszkający tu w pierwszej połowie XIX wieku Józef Kossakowski stworzył tu wielkie muzeum antyków. Nie wiadomo, jak pałac wyglądał, wiadomo jedynie, że w dużych sieniach stały klatki papug. Spłonął w 1859 roku, zapewne wraz z częścią zbiorów. Resztę ówcześni właściciele przekazali muzeum archeologicznemu w Wilnie. Wokół pałacu istniał romantyczny park, według opisu z 1837 roku – jeden z piękniejszych na Litwie. Nad ogrodem górowało wyniosłe wzgórze ze świątynią w stylu greckim na szczycie. Były też groty, rzeźby, ławki, huśtawki i wspomniany wyżej pomnik konia Józefa, na którym wyliczono wszystkie bitwy, w których Józef na tym koniu uczestniczył. Józef był ostatnią osoba w Fontainebleau, która uścisnęła dłoń obalonego francuskiego cesarza, zanim wyjechał on na wygnanie. Napoleon podarował mu swój mundur, który do końca XIX wieku był przechowywany w tutejszym w majątku, a później przewieziony do dworu w Wojtkiszkach (lit. Vaitkuškis), gdzie zaginął podczas I wojny światowej. 
Po pożarze właściciele majątku mieszkali w jednej z oficyn. W okresie międzywojennym dwór przestał istnieć. Ocalało trochę drzew w parku, jednak wycięto w całości starą aleję wiązową.
Od 2000 roku zabudowania gospodarcze i pozostałości po parku są chronione jako pomnik przyrody.
Majątek Łukonie został opisany w 4. tomie Dziejów rezydencji na dawnych kresach Rzeczypospolitej Romana Aftanazego.